# Il giorno della creazione
Il giorno della creazione (The Day of Creation) è un romanzo onirico e allegorico dello scrittore britannico J. G. Ballard del 1987.
L'opera è parzialmente collocabile tra il genere fantascientifico, anche se Ballard lo riteneva un romanzo realistico, d'avventura.

## Storia editoriale
Come tutti i romanzi dell'autore Il giorno della creazione presenta una trama abbastanza semplice ma contiene vivide descrizioni di paesaggi fantastici nei quali agiscono personaggi psicologicamente complessi e disturbati.
Il romanzo, l'undicesimo dell'Autore, è stato terminato nel maggio del 1987 ed è stato pubblicato per la prima volta a Londra nello stesso anno, con la casa editrice Victor Gollancz.  Ballard, in un'intervista, ha definito l'opera relistica, d'avventura, con stile e temi non troppo distanti da L'impero del sole.
L'opera, nella quale si percepiscono gli influssi di precedenti famosi "romanzi fluviali" come Le avventure di Huckleberry Finn, Cuore di tenebra e La regina d'Africa, descrive la natura violentata dall'Uomo utilizzando a tale scopo i simboli archetipici che ne testimoniano il degrado e che si ritrovano in molti lavori dell'Autore: piscine vuote, laghi e fiumi in secca, strade polverose, macchinari in rovina, relitti di barche e di auto e, soprattutto, le persone impazzite che infestano quei luoghi.
Il romanzo è stato tradotta in Italia per la prima volta nel 1988 dalla casa editrice Rizzoli.

## Trama
(J. G. Ballard, Il giorno della creazione)
Il dottor Mallory ha ricevuto l'incarico dall'Organizzazione Mondiale della Sanità di gestire un presidio medico a Port-la-Nouvelle, nella provincia settentrionale della Repubblica Centrafricana, al confine tra Ciad e Sudan. Tuttavia una guerra civile tra due fazioni, la prima filo-governativa, capeggiata dal capitano Kagwa e l'altra dal ribelle generale Harare, ha spopolato la zona. Mallory, senza più pazienti da curare, ha sostituito un ingegnere belga, ferito durante un raid, nei lavori di scavo di pozzi nella zona e nell'irrigazione del deserto, visionario progetto, apparentemente destinato al fallimento.
Ossessionato, si rifiuta di abbandonare il progetto, nonostante il pericolo rappresentato dall'occupazione delle truppe ribelli che uccidono alcuni occidentali della zona, tra cui Alan Warrender, un veterinario della Rhodesia che aveva allestito un centro di riproduzione per animali locali. Mallory viene arrestato insieme agli ultimi occidentali ancora rimasti, tra cui Nora Warrender, la vedova del veterinario, e sta per essere fucilato. La scena viene ripresa dalla fotoreporter giapponese Miss Matsuoka, unitasi ai ribelli per documentarne le imprese. Tra i soldati ribelli vi è la giovanissima Noon, apparentemente dodicenne. L'esecuzione viene interrotta dall'arrivo di un aeroplano Dakota che sorvola il campo. I ribelli fuggono e Noon si dilegua, non prima di aver tentato di sparare a bruciapelo a Mallory, che si salva solo a causa dell'inceppamento dell'arma. Dall'aereo scende il professor Sanger, un ex biologo che si era convertito alla realizzazione di documentari e del suo braccio destro, l'indiano, Mr. Pal. Contemporaneamente giunge sul luogo il capitano Kagwa con le sue truppe.
Mallory riprende il lavoro e accidentalmente, mentre rimuove i resti di un albero abbattuto, porta alla luce un corso d'acqua sotterraneo che inizia ad allagare la zona per poi trasformarsi in fiume vero e proprio, alimentato da una massa d'acqua che contemporaneamente ha iniziato a scorrere, proveniente da lontano. Mallory teme che la palude formatasi rovini il progetto di irrigazione mediante pozzi artesiani e perciò tenta di ostruire il corso del fiume; un incidente, tuttavia fa franare uno degli argini, uccidendo Matsuoka e quasi affogando Mallory che si risveglia a casa di Nora Warrender. Ripresosi, Mallory è determinato a risalire il fiume per interrarne la sorgente e, aiutato da Noon, nel frattempo tornata a Port-la-Nouvelle, ruba un traghetto, il Salammbo e risale il fiume, proprio mentre l'acqua, salita di livello, sta per sommergere la magione della Warrender. I due vengono inseguiti in elicottero da Kagwa che vuole recuperare una Mercedes custodita sul Salammbo e che tenta più volte di uccidere i due, senza riuscirci. La risalita del fiume diventa un'impresa epica: Mallory inizia a essere sessualmente attratto da Noon che lungo il viaggio ha uno sviluppo quasi prodigioso. Il Salammbo viene raggiunto da Sanger che con Pal si unisce all'avventura. Il cibo scarseggia, nonostante Noon provveda alla caccia e alla pesca, e il caldo e gli insetti fanno ammalare i quattro. Mallory, tuttavia, non è disposto a tornare indietro, ossessionato dalla sua missione. Pal muore e Sanger diventa cieco e perde la ragione. Il gruppo viene prima raggiunto da Nora Warrender che, decisa a vendicare l'omicidio del marito da parte dei ribelli, si è impossessata con le sue dipendenti del Diana, una nave bordello e, attirando su di esso i guerriglieri, li uccide uno ad uno.
L'incontro con il generale Harare rivela che la sua fazione è stata decimata e sconfitta: l'arrivo delle truppe di Kagwa è imminente. L'intervento di Mallory è provvidenziale; smantella una diga di fortuna che era stata assemblata dalla popolazione locale per allagare d'acqua i terreni circostanti e permetterne la coltivazione, liberando così una grossa massa d'acqua che si riversa sulle truppe governative accampate sugli argini. Kagwa tenta di uccidere Mallory ma viene invece freddato da questi con un colpo di fucile. Mallory riprende la navigazione, inseguendo Noon che era fuggita e che li precede in canoa verso la sorgente del fiume, non volendo farsi raggiungere ma aspettandoli per non distanziarli troppo, come in un gioco.
Arrivati alla sorgente, Mallory e Sanger scoprono che essa è asciutta e il fiume sta morendo. Esaurito il carburante del Salammbo trovano la canoa di Noon vuota e con essa ritornano indietro verso Port-la-Nouvelle. Due anni dopo Sanger è rinsavito e il suo nuovo progetto è di girare un documentario sui ribelli, Nora, ottenuta la vendetta, ha riattivato l'allevamento di ripopolazione. Mallory ha ripreso la sua attività di medico e di Noon non ha notizie, seppure spesso trovi sue tracce e sospetti che la ragazzina non si sia allontanata da lui e che lo osservi da lontano. Mallory è convinto che quando Noon tornerà da lui, il fiume ricomincerà a scorrere.

## Edizioni
- (EN) J. G. Ballard, The Day of Creation, 1ª ed., Londra, Victor Gollancz, 1987, ISBN 978-0-575-04152-3.
- J. G. Ballard, Il giorno della creazione, traduzione di Giuseppe Settanni, Milano, Rizzoli, 1988, ISBN 88-17-67101-0.
- (DE) J. G. Ballard, Der Tag der Schöpfung, traduzione di Detlef Neuls, Monaco di Baviera, Piper, 1990, ISBN 978-3-492-03320-6.
- (ES) J. G. Ballard, El día de la creación, traduzione di Carlos Peralta, Autores, n. 16, Barcellona, Minotauro, 2003, ISBN 978-84-450-7476-3.
- (FI) J. G. Ballard, Luomisen päivä, traduzione di Juhani Lindholm, Helsinki, Otava, 1988, ISBN 9511099035.
- (NO) J. G. Ballard, Skapelsens dag, traduzione di Odd Kvaal Pedersen, Oslo, Aschehoug, 1988, ISBN 8203158137.
- (FR) J. G. Ballard, Le Jour de la création, Parigi, Flammarion, 1992, ISBN 9782080661449.